# Soul Music
Soul music es la decimosexta novela de la saga de Mundodisco de Terry Pratchett, publicada originalmente en 1994, y la tercera en el arco argumental de la Muerte. Soul music es, en esencia, un homenaje a la música rock y una crítica suave a las compañías discográficas y sus métodos de promoción. Es también la primera aparición en la serie del personaje Susan Sto Helit.

## Argumento
Buddy, un joven músico del país de Nellofselek (léase al revés), llega a la ciudad de Ankh-Morpork y consigue un extraño instrumento musical con cuerdas que lo salva de morir en una actuación y lo catapulta a la fama. Decide formar una banda con el enano Odro, que toca el cuerno, y el troll Cliff, percusionista. Pronto llaman la atención del comerciante Y.V.A.L.R. Escurridizo, que descubre que puede hacer mucho dinero con ellos gracias a extraños sucesos como que la gente esté dispuesta a pagar por llevar puestas camisetas con publicidad del grupo. No es el único comportamiento extraño que muestran los ciudadanos de Ankh-Morpork: la "música con rocas" los está invadiendo.
Simultáneamente, la Muerte ha desaparecido de la faz del Mundodisco y sus poderes y responsabilidades están transfiriéndose a su nieta Susan Sto Helit, hija de Mort e Ysabell de la novela Mort. Susan se ve atraída pronto a la historia de Buddy y entre los dos deberán investigar el origen de la extraña música y la desaparición de la Muerte. También se revela en Soul music el destino de Mort e Ysabell.
Los magos de la Universidad Invisible tienen también cierto protagonismo en esta novela, tanto en el papel de los aficionados más extravagantes que pueda tener la "música con rocas" como en el de investigadores del fenómeno paranormal que supone en el Mundodisco.Incluyendo el orangután que también toma un pequeño papel aparte de los magos como pianista en un concierto

## Homenajes y alusiones
La portada de la novela guarda cierto parecido con la cubierta del disco Bat out of hell de Meat Loaf.
El texto está repleto de referencias a la cultura popular y en especial al rock y sus derivados, tanto en su propio desarrollo (el autor utiliza frases extraídas, por ejemplo, de Johnny B. Goode de Chuck Berry) como en los nombres de los personajes y grupos musicales ficticios que aparecen. Sin ir más lejos, el nombre original del protagonista, Imp y Celyn, es una transliteración al gaélico de "bud of the holly" en inglés, en homenaje a Buddy Holly. El autor alude a artistas entre los que se hallan Cliff Richard, James Brown, Sonny Bono, Louis Armstrong, U2 o Led Zeppelin y a películas como The Blues Brothers o Rebelde sin causa, así como un breve guiño a Elvis al principio de la novela, donde le preguntan a Buddy si es elfico. (Elvish en inglés).
En la edición española se adaptaron algunas referencias de la novela hacia grupos de rock en castellano.